# Reconstruccionisme pagà

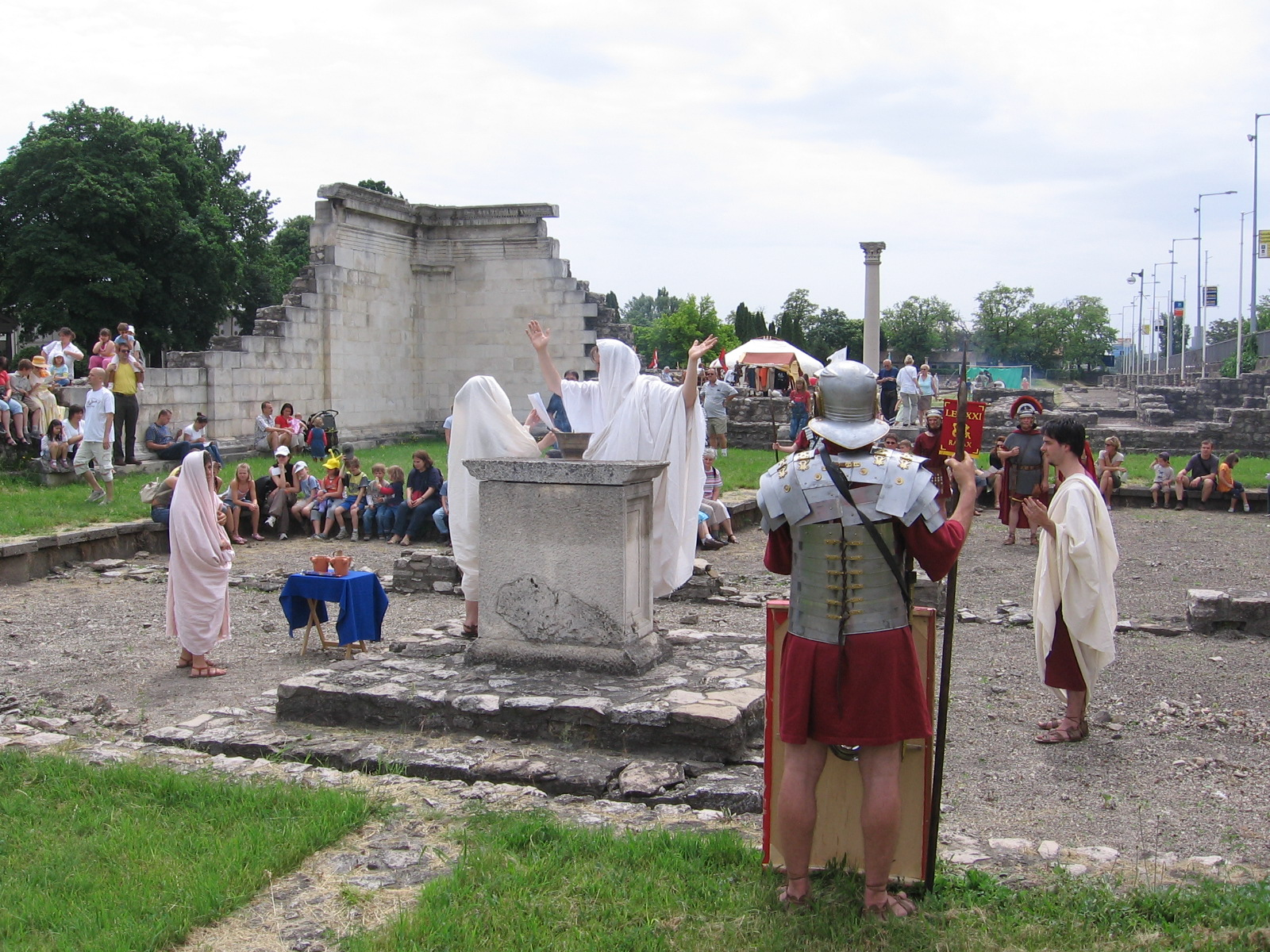
Sacrifici de Nova Roma a Concòrdia a Aquíncum (Budapest), Floràlia 2008

El reconstruccionisme pagà, o simplement reconstruccionisme, és una forma de paganisme que intenta restablir religions politeistes al món modern, a diferència de moviments neopagans sincrètics com Wicca, i moviments com el misticisme germànic o la teosofia. El reconstruccionisme aparegué de la fi dels anys seixanta i a principi dels setanta, i guanyà força durant els noranta. Tot i que l'èmfasi en l'exactitud històrica pot implicar reconstruccions històriques, el desig de continuïtat en tradicions rituals (ortopràxia) és una característica comuna de la religió en general, com es veu en els rituals de l'església anglicana o en la litúrgia cristiana.
El terme «reconstruccionisme pagà» probablement fou encunyat per Isaac Bonewits vers la fi dels anys setanta del segle xx, i Margot Adler fa emprar el terme a l'edició de 1979 a Drawing Down the Moon per referir-se a aquells que intenten, a través de la recerca acadèmica o del folklore, «reconstruir» una pràctica espiritual precristiana històricament correcta. L'èmfasi en la reconstrucció contrasta amb altres formes més fantasioses i eclèctiques de paganisme com Wicca.